# St. Pelagius (Bischofszell)

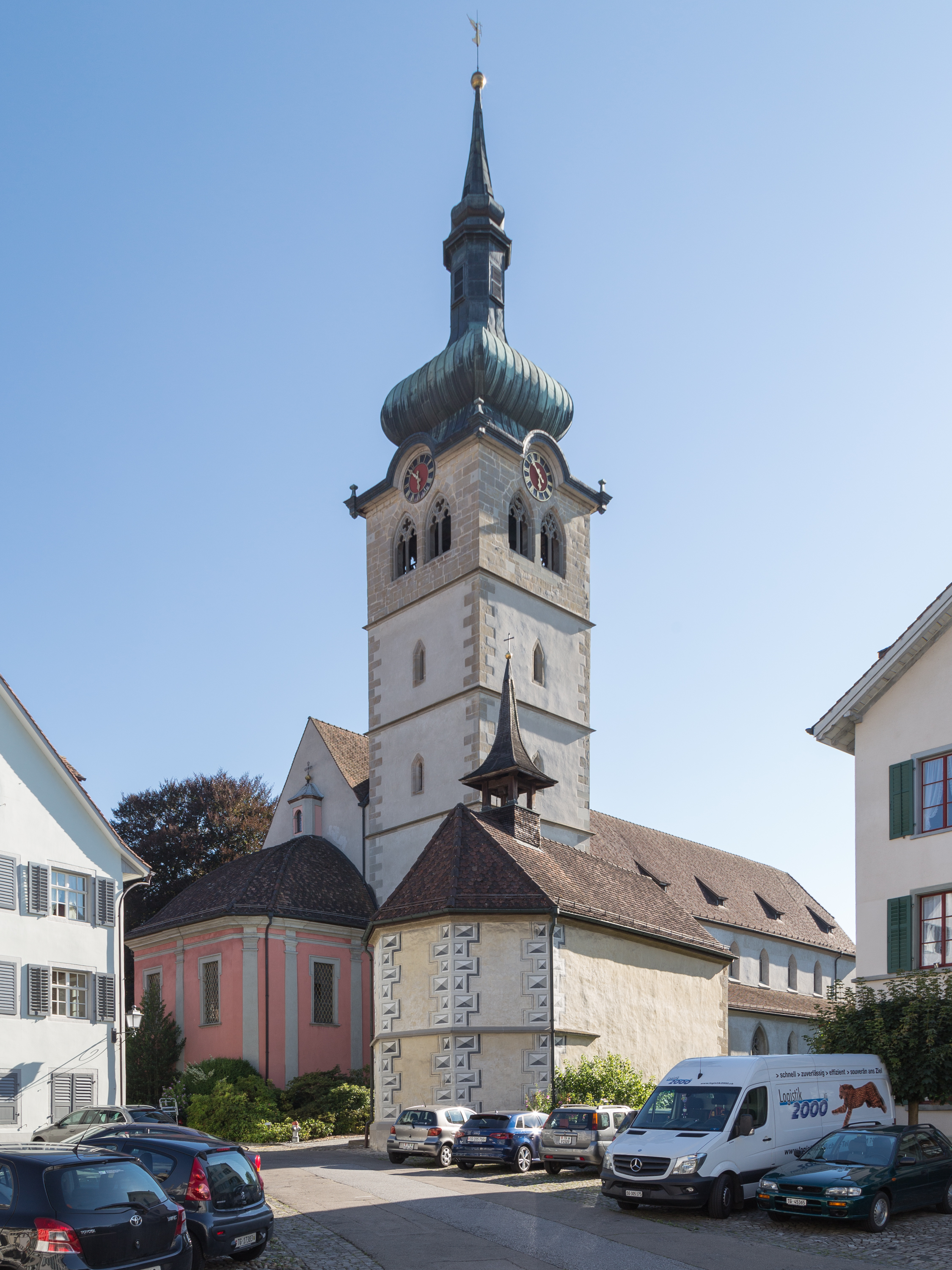
Kirche St. Pelagius, davor die Michaelskapelle

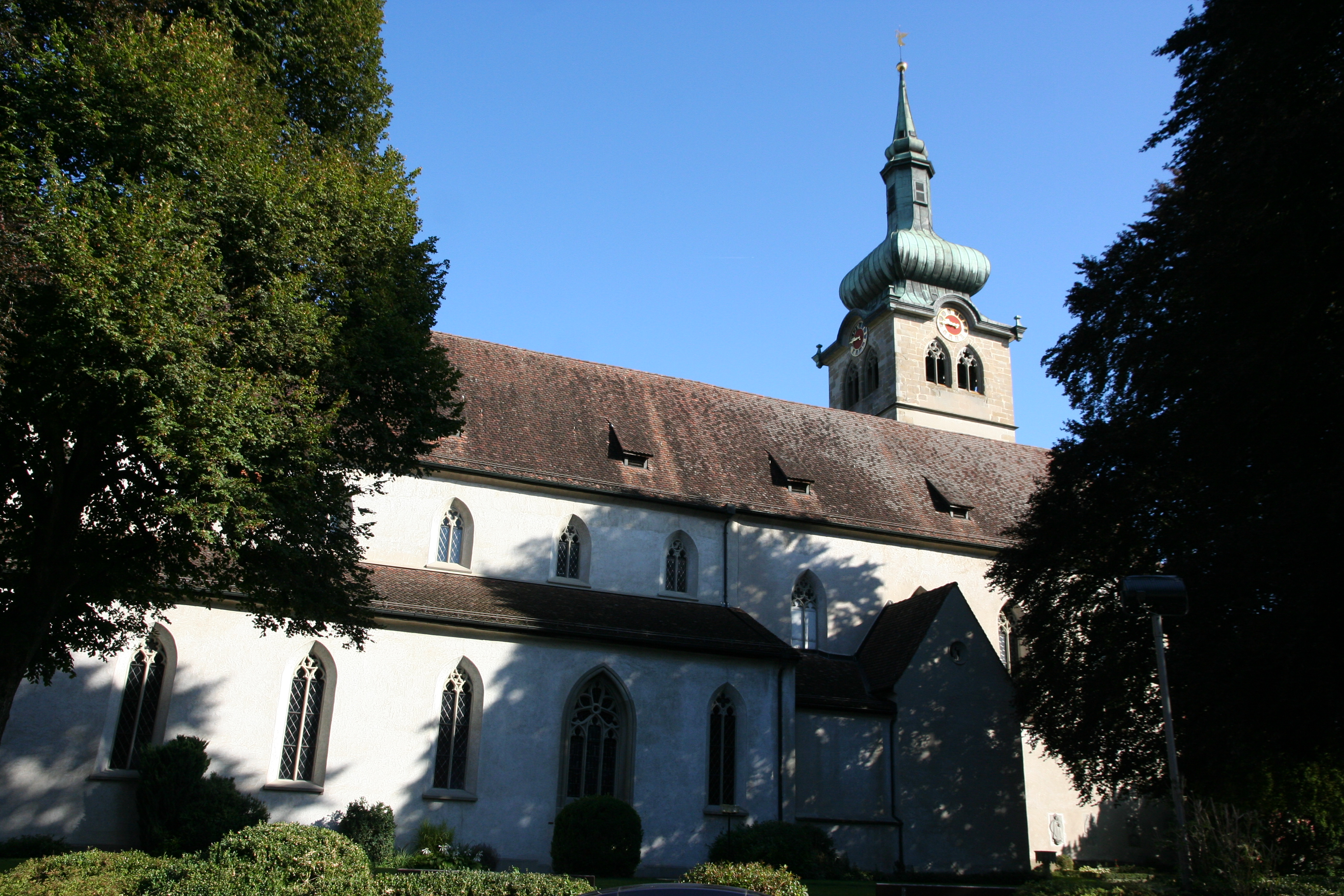
Langhaus

Die Stiftskirche St. Pelagius ist die römisch-katholische Pfarrkirche von Bischofszell im Kanton Thurgau. Bischofszell gehört zum Pastoralraum Bischofsberg, der sich aus den Pfarreien Bischofszell-Hauptwil, St. Pelagiberg und Sitterdorf zusammensetzt.

## Entstehungs- und Baugeschichte
Nachdem die Region um Bischofszell im 6. oder 7. Jahrhundert besiedelt worden war, dürfte der Bischof von Konstanz, Salomo I. (838–871) oder Salomo III. (890–919), das Chorherrenstift St. Pelagius errichtet haben. Die drei bis neun Weltgeistlichen, die die Chorherrengemeinschaft bildeten, waren einem Konstanzer Domherrn unterstellt, der sich in Bischofszell durch einen Custos vertreten liess. Das Patrozinium der Kirche geht auf Bischof Salomo III. zurück: Dieser brachte die Reliquien des frühchristlichen Märtyrers St. Pelagius von Rom nach Konstanz, wo sie in einem Steinsarkophag in der Krypta des Konstanzer Münsters aufbewahrt wurden.
Im 10. Jahrhundert war die Kirche St. Pelagius eine dreischiffige Pfeilerkirche, die mit einer Apsis abgeschlossen war. Die Ortsbezeichnung Bischoffescella wurde erstmals in einer Urkunde vom 15. November 1155 erwähnt. Um 1300 wurde das Langhaus der aus dem 9. Jahrhundert stammenden Anlage vergrössert, ein gotischer Chor angebaut und wurden zwei Seitenkapellen angefügt. Ein Lettner trennte Chor und Schiff ab dem 14. Jahrhundert. 1460 kam Bischofszell unter die Herrschaft der Eidgenossen, ohne dass der Konstanzer Bischof seine Herrschaftsansprüche aufgegeben hätte.
1529 wurde die Reformation in Bischofszell unter dem Einfluss von Johannes Zwick durchgeführt. Die Stadtkirche wurde fortan für reformierte Gottesdienste verwendet. Als Folge des Zweiten Kappelerkriegs wurde zwei Jahre später bestimmt, dass die katholisch Gebliebenen das Recht bekamen, die Kirche mitzubenützen. Das Chorherrenstift wurde 1533 wiederhergestellt und bestand bis 1848. Nach dem Zweiten Villmergerkrieg wurden im Diessenhofener Traktat die Rechte und Pflichten am paritätischen Besitztum festgelegt. Die paritätische Nutzung der historischen Kirche von Bischofszell blieb bis in die 1960er Jahre bestehen.
1708–1709 wurde östlich an den Chor die kuppelüberwölbte Sakristei und Beichtkapelle angebaut. 1864 wurde die Kirche im neugotischen Stil ausgestaltet, 1922 im Stil der Zeit dekoriert. Als sich in den 1960er Jahren abzeichnete, dass die paritätische Kirche saniert werden musste, überlegten sich Katholiken und Reformierte, das paritätische Verhältnis aufzulösen. Nachdem die evangelische Gemeinde in den Jahren 1968/69 die Johannes-Kirche nach den Plänen des Zürcher Architekten Benedikt Huber errichtet hatte, blieb die St. Pelagiuskirche den Katholiken vorbehalten. Weil die Katholiken von Hauptwil ebenfalls ein eigenes Gotteshaus errichten wollten, wurde von Bischofszell aus in den Jahren 1967–1968 die Kirche St. Antonius in Hauptwil-Gottshaus errichtet. 1968–1971 erfolgte die Renovation der Kirche durch Architekt Franz Bucher. Er verlängerte das Schiff, ersetzte die beiden Emporen durch eine einzelne und entfernte die neugotischen Elemente von 1864 sowie die Dekorationen von 1922.

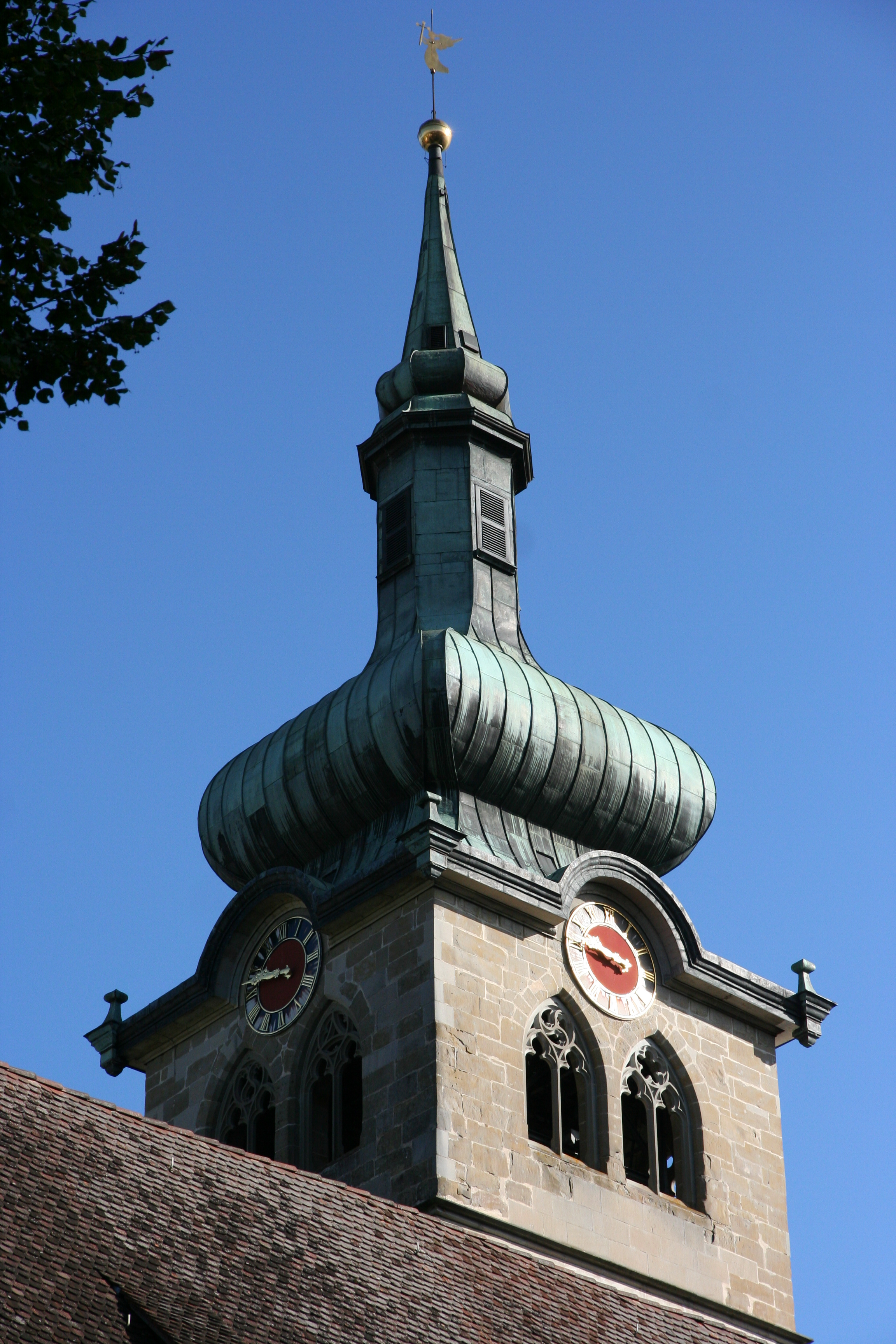
Glockenstube

## Baubeschreibung

### Kirchturm und Äusseres
Die St. Pelagiuskirche steht inmitten der Altstadt von Bischofszell und ist von mittelalterlichen Häusern umgeben. Es handelt sich um eine dreischiffige, basilikale Anlage des 14. und 15. Jahrhunderts. Wahrzeichen der Kirche ist der barocke Helm, der den mittelalterlichen Turm abschliesst.

### Glocken
Das sechsstimmige Geläut wurde von Emil Eschmann im Jahr 1967 in Rickenbach TG gegossen. Die Glocken erklingen im Salve-Regina-Motiv mit verdoppeltem Grundton.

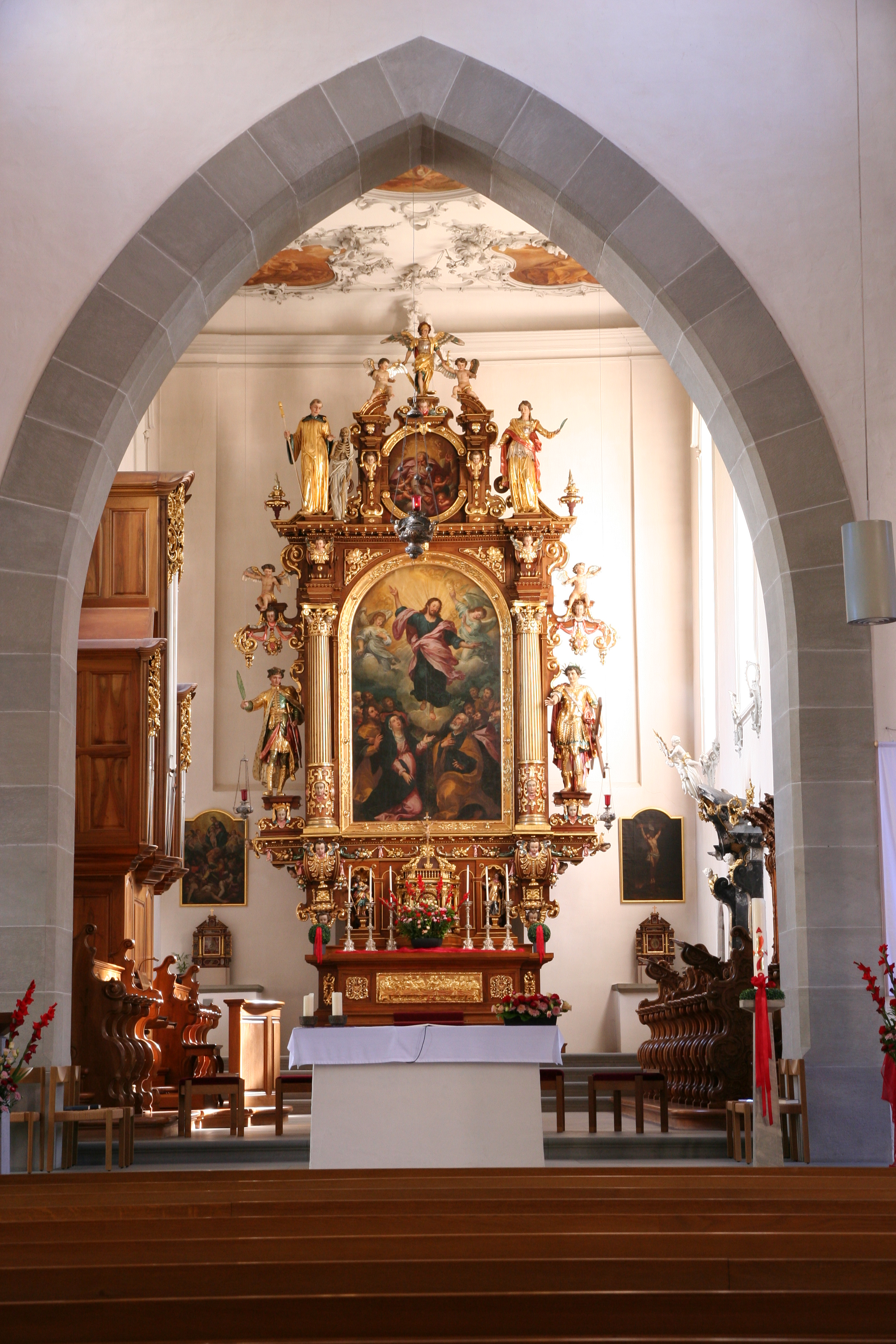
Chorraum

| Nummer | Gewicht | Ton | Widmung             |
| ------ | ------- | --- | ------------------- |
| 1      | 5120 kg | As° | Dreifaltigkeit      |
| 2      | 2520 kg | c'  | hl. Pelagius        |
| 3      | 1525 kg | es' | Gottesmutter Maria  |
| 4      | 1054 kg | f'  | Schutzengel         |
| 5      | 606 kg  | as' | hl. Wendelin        |
| 6      | 410 kg  | b'  | Johannes der Täufer |

### Innenraum und künstlerische Ausstattung
Im Innern der Kirche finden sich Ausstattungselemente aus verschiedenen Epochen. An der Südwand sind Reste eines Passionszyklus, an der West- und der Nordwand einige Teile von abgelösten Fresken zum Leben des hl. Ambrosius sowie Fragmente einer Verkündigung zu finden, die alle aus der Zeit um 1500 stammen. Über der Südtüre findet sich ein Kruzifix aus dem 16. Jahrhundert, neben der Nordtüre eine Muttergottes von Conrad Martiner aus dem Jahr 1905. Über dem Chorraum befinden sich eine Rokokogestaltung von Hans Georg Graf sowie ein Gemälde von Joh. Konrad Wegner, welches das Martyrium des Kirchenpatrons, des hl. Pelagius, darstellt. Der Hochaltar wird einem Konstanzer Meister aus dem Jahr 1639–1640 zugeschrieben. Das Hauptblatt stellt Christi Himmelfahrt dar und stammt von Sebastian Eberhard. Auf Konsolen flankieren der hl. Pelagius und der hl. Theodul das Bild, oben sind St. Fridolin und St. Potenziana und in der Mitte der Erzengel Michael dargestellt. In der südlichen Sakramentskapelle finden sich Fragmente spätgotischer Wandmalerei, welche das Jüngste Gericht und das Martyrium von 10'000 Rittern darstellen. Die nördliche Muttergotteskapelle ist ein neugotischer Bau aus dem Jahr 1866. Die zeitgenössischen Farbfenster stammen von Heinrich Stäubli aus dem Jahr 1971.

### Orgeln
Im Jahr 1486 erhielt die Kirche ihre erste Orgel, welche auf dem Lettner aufgestellt wurde. 1523 wurde eine neue Orgel von Hans Schentzer, Stuttgart, mit angeblich 20 Registern aufgebaut. 1546 erhielt die Kirche ihre dritte Orgel, welche von Aron und Sigmund Riegg aus Memmingen erbaut wurde und auf dem Lettner aufgestellt war. Dieses Instrument hatte wohl 23 Register. Nach der Reformation wurde die Stiftskirche paritätisch genutzt. Damals hatten die Katholiken und die Reformierten zeitweise ihre eigene Orgel. Das war vermutlich auch der Grund für den Bau einer «evangelischen» Orgel auf der Westempore durch Michael Grass mit 14 oder 16 Registern. 1864 erfolgte der Abbruch der Lettner-Orgel und der Orgel auf der Westempore. 1865 erbaute die Firma Walcker, Ludwigsburg, eine weitere Orgel mit 30 Registern auf der Westempore. 1922 wurde die Walcker-Orgel zu einer pneumatischen Taschenladenorgel mit 34 Registern auf zwei Manualen und Pedal durch die Firma Kuhn, Männedorf, umgebaut. 1943 erfolgte eine erneute Erweiterung auf 35 Register durch Orgelbau Kuhn.
1968 wurde die Walcker/Kuhn-Orgel abgebaut und 1971 durch die heutige Orgel im Chor durch Neidhart & Lhôte, St. Martin, mit 12 Registern auf zwei Manualen und Pedal sowie 1975 durch die Orgel auf der Westempore durch Orgelbauer Winfried Albiez, Lindau, mit 30 Registern auf 2 Manualen und Pedal ersetzt. Die Orgel hat ein drittes Manual, über welches auch die Chororgel gespielt werden kann. Die Chororgel hat zwar zwei Manuale und Pedal, von der Hauptorgel aus ist diese Trennung aber nicht möglich, alle Register der Chororgel werden auf dem III. Manual gespielt. Die Chororgel kann auch von der Hauptorgel aus registriert und zu einem Manual oder zum Pedal der Hauptorgel gekoppelt werden. Schwierig beim Spielen beider Instrumente sind die unterschiedlichen Trakturen, die grosse Entfernung zur Chororgel und das verzögerte Ansprechen.

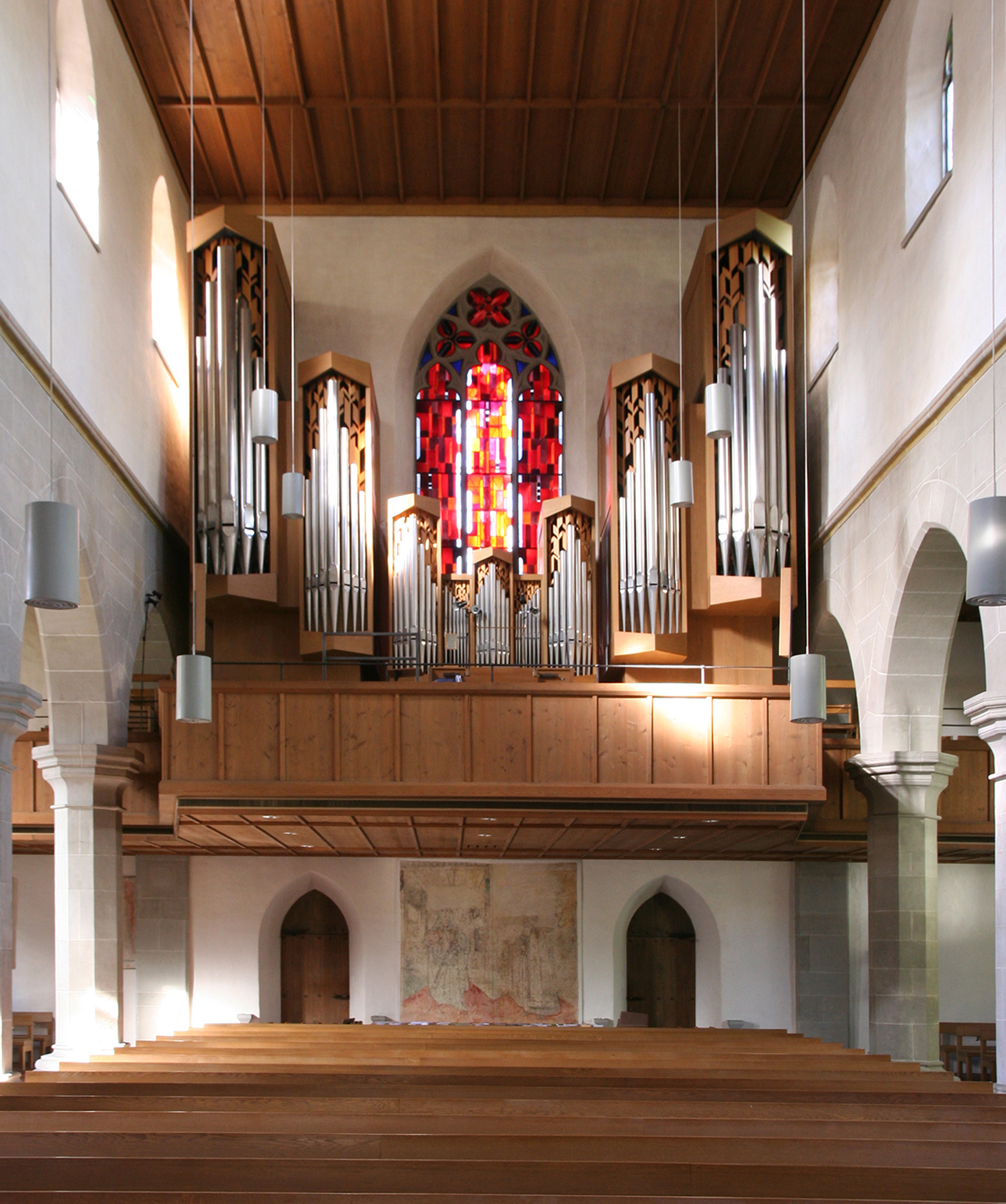
Albiez-Orgel von 1975

#### Hauptorgel

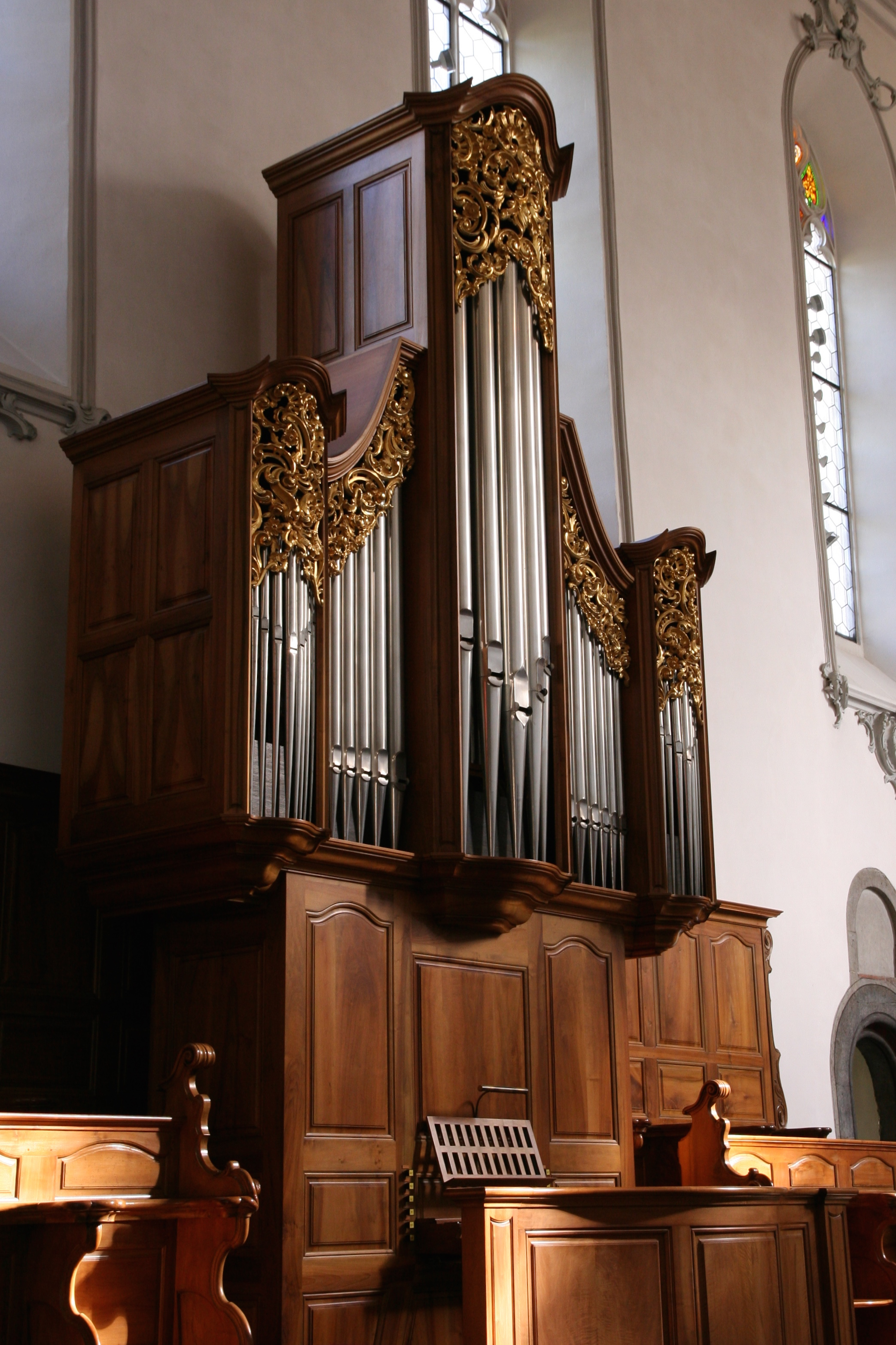
Chororgel von 1972

Disposition der Albiez-Orgel:
| I Hauptwerk C–g3 |                |
| Quintatön        | 16′            |
| Praestant        | 8′             |
| Koppelflöte      | 8′             |
| Octave           | 4′             |
| Nachthorn        | 4′             |
| Quinte           | 2 ⁄3′          |
| Super-Octave     | 2′             |
| Sept.-Terzian    | 1 ⁄7′ + 1 3⁄5′ |
| Mixtur IV        | 1 ⁄3′          |
| Trompete         | 8′             |
| Tremulant        |                |

| II Schwellwerk C–g3 |                |
| Gedeckt-Flöte       | 8′             |
| Salicional          | 8′             |
| Unda maris          | 8′             |
| Prinzipal           | 4′             |
| Rohrflöte           | 4′             |
| Sesquialtera II     | 2 ⁄3′ + 1 3⁄5′ |
| Flachflöte          | 2′             |
| Oktävlein           | 1′             |
| Mixtur V            | 2′             |
| Fagott              | 16′            |
| Trompete            | 8′             |
| Schalmei            | 4′             |
| Tremulant           |                |

| III Manual C–g3                  |
| Chororgel, elektrisch angespielt |

| Pedal C–f1       |         |
| Praestant        | 16′     |
| Subbass          | 16′     |
| Oktave           | 8′      |
| Spillpfeife      | 8′      |
| Choralbass II    | 4′ + 2′ |
| Hintersatz IV    | 2 ⁄3′   |
| Lieblich Posaune | 16′     |
| Zinke            | 8′      |
| Tremulant        |         |

- Koppeln
- Registercrescendo
- sechs Setzerkombinationen
- mechanische Spieltraktur
- elektrische Registertraktur

#### Chororgel
Disposition der Chororgel:
| I Hauptwerk C–g3 |      |
| Offen-Flöte      | 8′   |
| Praestant        | 4′   |
| Kleingedackt     | 4′   |
| Waldflöte        | 2′   |
| Mixtur III       | 1⁄2′ |

| II Positiv C–g3 |       |
| Rohrgedackt     | 8′    |
| Gemshorn        | 4′    |
| Superoktave     | 2′    |
| Spitzquinte     | 1 ⁄3′ |

| Pedalwerk C–f1 |     |
| Untersatz      | 16′ |
| Koppelflöte    | 8′  |
| Choralbass     | 4′  |

- Koppeln
- mechanische Spieltraktur (elektrisch ansteuerbar)
- elektrische Registertraktur